# Снегурочка (пьеса)
Снегурочка («Весенняя сказка») — пьеса-сказка в четырёх действиях с прологом Александра Островского. Окончена драматургом 31 марта (12 апреля) 1873 года. Напечатана в журнале «Вестник Европы», № 9 (1873 год).
В основе сюжета — русская народная сказка, почерпнутая Островским из второго тома «Поэтических воззрений славян на природу» (1867) А. Н. Афанасьева.
В первый раз поставлена на сцене Большого театра 11 (23) мая 1873 года.

## История создания
Появление стихотворной пьесы «Снегурочка» было вызвано случайным обстоятельством. В 1873 году Малый театр был закрыт на капитальный ремонт и его труппа переехала в здание Большого театра. Контора Императорских театров решила поставить спектакль-феерию, в которой участвовали бы все три труппы: драматическая, оперная и балетная.
С предложением написать такую пьесу в очень короткий срок обратились к А. Н. Островскому, который охотно на это согласился, решив использовать сюжет из народной сказки «Девочка-Снегурочка». Музыка к пьесе по просьбе Островского была заказана молодому П. И. Чайковскому. И драматург, и композитор работали над пьесой с огромным увлечением, очень быстро, в тесном творческом контакте. Островский закончил «Снегурочку» 31 марта (12 апреля) — в день своего пятидесятилетия.
В первый раз пьеса была поставлена в Москве, на сцене Большого театра, 11 (23) мая 1873 года, в бенефис артиста Василия Живокини (в гл. роли Гликерия Федотова). Новаторский характер «весенней сказки» привёл к непониманию многих современников. Островского знали как реалиста и сатирика, и пьеса воспринималась как нарушающая закономерности его творчества. Пьесу называли «бессодержательной» и «фантастической».
Н. А. Некрасов уклонялся от публикации пьесы в «Отечественных записках», хотя Островский там постоянно публиковался. Поэтому она была напечатана Михаилом Стасюлевичем в «Вестнике Европы».
В Петербурге, на сцене Александринского театра, постановка состоялась лишь 27 декабря 1900 года, «в бенефис артиста Варламова».
В 1881 году композитор Н. А. Римский-Корсаков написал на текст пьесы оперу «Снегурочка». Опера поставлена в Петербурге 29 января 1882 года, в бенефис хора; в Москве, на сцене частной оперы С. И. Мамонтова — 8 октября 1885 года. На сцене Большого театра в Москве постановка состоялась 26 января 1893 года. Музыкальный вариант «Снегурочки» оказался намного более популярным.

## Персонажи
- Весна-Красна.
- Мороз.
- Царь Берендей.
- Бермята, ближний боярин.
- Елена Прекрасная, его жена.
- Девушка-Снегурочка.
- Лель, пастух.
- Мизгирь, торговый гость из посада Берендеева[4][5].
- Мураш, богатый слобожанин.
- Купава, молодая девушка, дочь Мураша.
- Леший.
- Масленица — соломенное чучело.
- Бобыль Бакула.
- Бобылиха, его жена.
- Радушка, слободская девушка.
- Малуша, слободская девушка.
- Брусило, парень.
- Малыш, парень.
- Курилка, парень.
- Бирюч.
- Берендеи, всякого звания, обоего пола и всякого возраста.
- Бояре, боярыни, гусляры слепые, скоморохи, отроки, бирючи, гудочники, волынщики, свита царя.
- Слуги Мизгиря.
- Слобожане: старики, старухи, парни и девки.
- Свита Весны, птицы: журавли, гуси, утки, грачи, сороки, скворцы, жаворонки и другие.
- Свита Весны, цветы.

## Сюжет
Красная горка в волшебном царстве Берендея. Лунная ночь. Окружённая свитой птиц, опускается на землю Весна-красна. Лес ещё дремлет под снегом, в стране царит холод. Пятнадцать лет назад у Весны и Мороза родилась дочка Снегурочка, и с той поры разгневанный Ярило-солнце дает Земле мало света и тепла; лето стало коротким, зима — долгой и суровой. Появляется Мороз. Он обещает Весне покинуть страну берендеев. Но кто же будет оберегать Снегурочку? Ведь Ярило только и ждёт случая зажечь в сердце девушки губительный огонь любви. Родители решают отпустить дочку в слободку Берендеевку под присмотр бездетного Бакулы-бобыля. Снегурочка счастлива: давно уже её влекут к людям чудные песни пастуха Леля. Поручив Лешему охранять дочку, Весна и Мороз уходят. Приближается толпа веселых берендеев. Они провожают Масленицу, весело приветствуя наступление весны. Бобыль замечает появившуюся из лесной чащи Снегурочку. К великой радости Бобыля она просит взять её в дочки.
По просьбе Снегурочки пастух Лель поёт ей, но, заслышав зов весёлых подружек, бросает цветок, подаренный Снегурочкой, и убегает. Девушка обижена. К ней подходит давняя подруга Купава: она спешит поделиться своим счастьем — её любит пригожий Мизгирь, и скоро будет их свадьба. Вот и сам жених, явившийся с богатыми дарами. По старинному обычаю он должен выкупить невесту у подружек. Но, увидев Снегурочку, Мизгирь, пленённый её красотой, отказывается от Купавы. Обманутая невеста в слезах обращается к пчёлкам и хмелю с мольбой наказать обидчика. Народ, возмущённый изменой Мизгиря, советует Купаве просить заступничества у доброго и справедливого царя Берендея.
Царский дворец. Гусляры славят мудрого Берендея. Но на душе у него тревожно: Ярило-солнце гневается за что-то на берендеев. Чтобы умилостивить грозное божество, царь решает завтра, в Ярилин день, обвенчать всех невест и женихов. Вбегает Купава. Она рассказывает о своем несчастье. Негодующий Берендей велит привести Мизгиря и осуждает его на вечное изгнание. Мизгирь не оправдывается. Он только просит Берендея взглянуть на Снегурочку. Красота девушки поражает царя. Узнав, что Снегурочка не ведает любви, он понимает причину гнева Ярилы-солнца. И Берендей объявляет: юноша, который сумеет до рассвета заставить Снегурочку полюбить себя, получит её в жёны. Мизгирь просит отсрочить изгнание и клянется зажечь сердце девушки.
Догорает вечерняя заря. Берендеи на поляне в заповедном лесу справляют канун наступающего лета. В награду за песни царь предлагает Лелю выбрать себе красавицу по сердцу. Лель выбирает Купаву. Это до слез огорчает Снегурочку. Появляющийся Мизгирь обращается к ней с взволнованными словами любви, но Снегурочка не может ответить на непонятное ей чувство. Путь Мизгирю преграждает Леший. Он заколдовывает лес, дразнит Мизгиря призраком Снегурочки. На опустевшую поляну выходят Лель и Купава, которая нежно благодарит своего нового жениха за то, что он спас её от позора. Снегурочка, видевшая это, в отчаянии. Она решает просить у матери Весны сердечного тепла.
Ярилина долина. Светает. В ответ на просьбу дочери Весна надевает на неё волшебный венок. Теперь Снегурочка знает чувство любви, и новая встреча с Мизгирём зажигает её ответной страстью. Скоро взойдёт солнце, и, помня наставления родителей, Снегурочка торопит возлюбленного бежать от гибельных для неё лучей Ярилы. Но в долину спускается Берендей со свитой. При первых лучах восходящего светила царь берендеев благословляет женихов и невест. Появляется Мизгирь со Снегурочкой. Девушка говорит царю о своей безмерной любви. Однако недолго длится счастье Снегурочки. Узнав горячее человеческое чувство, дочь Мороза стала доступной мести Ярилы. Яркий солнечный луч рассекает утренний туман и падает на Снегурочку. Даже предчувствуя близкую гибель, она благодарит мать за сладкий дар любви. В отчаянии Мизгирь бросается в озеро. Народ поражён. Но мудрый Берендей спокоен: ведь существование Снегурочки было нарушением законов природы; с её чудесной кончиной Ярило перестанет сердиться, и в стране восстановится счастливая жизнь. Лель, а за ним весь народ, запевает хвалебный гимн Солнцу.

## Адаптации

### В музыке
- Сюита П. И. Чайковского.
  - Балет «Зимняя сказка» по пьесе А. Н. Островского «Снегурочка». 1969: Режиссёр И. Д. Бельский. Малый театр оперы и балета.
- «Снегурочка» (1882) — опера Н. А. Римского-Корсакова.
- Одноактный балет «Снегурочка» на музыку А. К. Глазунова
  - 1930. Постановщик: Нижинская Бронислава. Русские балеты Веры Немчиновой
  - 1942. Постановщик: Нижинская Бронислава. Метрополитен-опера
- «Снегурочка» (1963) — балет «Снегурочка» был создан выдающимся балетмейстером Владимиром Бурмейстером по заказу Лондонского фестивального балета, а в 1963 году перенесён на сцену Музыкального театра им. Станиславского и Немировича-Данченко. В основу сюжета легла одноимённая пьеса А. Н. Островского. Партитура балета собрана из различных популярных произведений Чайковского: музыки к сказке Островского, а также Симфонии № 1 («Зимние грезы»), серенады для струнных, фортепианной сонаты и др.
- «Снегурочка» (2022) — мюзикл, композитор — Ева Симуран, либретто — Ольга Болычева, стихи Арсенев Константин, поставленный в Калининградский областной музыкальный театр

### Экранизации
- «Снегурочка» (1952) — мультфильм режиссёра И. П. Иванова-Вано.
- «Снегурочка» (1968) — кинофильм режиссёра П. П. Кадочникова.
- «Весенняя сказка» (1971) — телефильм режиссёра Ю. Н. Цветкова.
- «Снегурочка» (2006) — мультфильм режиссёра М. А. Муат.